# Audrius Zubrus
Audrius Zubrus (* 17. August 1976) ist ein ehemaliger litauischer Eishockeyspieler. Sein jüngerer Bruder Dainius war ebenfalls litauischer Nationalspieler.

## Karriere
Audrius Zubrus begann seine Karriere als Eishockeyspieler bei Solvita Kaunas, wo er in der litauischen Eishockeyliga spielte. 1995 wechselte er nach Elektrėnai und spielte mit dem SC Energija zwei Jahre in der East European Hockey League. 1997 beendete er im 21. Lebensjahr seine Karriere.

### International
Zunächst spielte Zubrus für die litauischen Junioren bei den U18-C-Europameisterschaften 1993 und 1994 sowie der U20-C2-Weltmeisterschaft 1995. 
Bei der C2-Weltmeisterschaft 1995 debütierte er in der litauischen Herren-Auswahl. In dieser spielte er auch bei der D-Weltmeisterschaft 1996, als beim Heimturnier in Kaunas der Aufstieg in die C-Gruppe gelang, und der C-Weltmeisterschaft 1997.

## Erfolge und Auszeichnungen
- 1996 Aufstieg in die C-Gruppe bei der D-Weltmeisterschaft